# Switchblade Symphony
Switchblade Symphony [swɪtʃbleɪd sɪmfənɪ] (с англ. — «симфония выкидного ножа») — американская музыкальная группа, базирующаяся в Сан-Франциско и образованная в 1989 году композитором Сьюзен Уоллас и вокалисткой Тиной Рут. Свой первый альбом они записали в 1995 году на лейбле Cleopatra Records. В живых выступлениях группы также участвовали два гитариста, Робин Якобс (впоследствии перешедший в The Razor Skyline) и Георг Ёрф, а также три барабанщика — Eric Gebow (ныне в составе Blue Man Group), Джастин Клейтон и Scott van Shoick.
Музыка Switchblade Symphony объединяет классическое оркестровое музыкальное звучание с тяжёлыми электронными семплами синтезатора и необычным вокалом Тины Рут, создавая при этом своё собственное оригинальное звучание, сочетающее классическую музыку и готик-рок и напоминающее исполнение The Flower Duet. Название коллектива также отсылает к такому сочетанию в связи со стилем своего репертуара. Своеобразие музыки группы внесло важный вклад в историю готической музыки.
Хотя исполняемое ими звучание является редкостью, но его можно сравнить с жанрами, в которых работают Rhea's Obsession, Сьюзи Сью, Cindergarden, The Machine in the Garden, The Birthday Massacre и Dead Can Dance.

## Карьера
После нескольких лет игры в Сан-Франциско и самостоятельной дистрибуции кассетных записей, коллектив заключил контракт с Cleopatra Records и в 1995 году записал альбом «Serpentine Gallery» при активном участии гитариста Робина Джекобса. С этого их альбома вышло несколько синглов, издававшихся самостоятельно, в виде демо-кассет, — «Fable» (1991) и «Elegy» (1992), а также одна из самых популярных песен группы «Mine Eyes», в которой в низких тонах аккомпанирует григорианский хорал.
В 1996 году группа совершила турне, в котором их сопровождали Christian Death и Big Electric Cat. Постепенно о них стали писать альтернативные СМИ, назвав в конце 1990-х лучшим коллективом «Dark Eletronic».
В 1997 году они выпустили EP «Scrapbook» тиражом всего 1500 экземпляров, который был сделал для фанатов из материалов, который до этого издавался только в демозаписях. Продолжая гастролировать, этот EP был распродан на их выступлениях.
Второй альбом группы, «Bread And Jam For Frances», вышел в сентябре 1997 года и содержал более профессиональный звук, представлявший собой трип-хопа и драм-н-бейса. Пресса высоко оценила этот диск.
Работа над третьим альбомом 1998 года была начата во время трёхмесячного турне по просьбе легендарного певца Гэри Ньюмана. По этой причине альбом «The Three Calamities» был начат лишь в 1999 году и с новыми изменениями в звучании, названным «атмосферным».
Группа распалась в ноябре 1999. Впоследствии Тина Рут начала свой сольный проект «Tre Lux», бывший гитарист Switchblade Symphony, Георг Ёрф, основал группу Candymachine88, а Сьюзен Уоллес стала профессиональной массажисткой. В 2008 году Рут и Георг Ёрф создают группу Small Halo, работая за пределами Лос-Анджелеса над будущим мини-альбомом и записав трек «Mr. Self Destruct», вошедший в альбом «Tribute to Nine Inch Nails».
Песня «Clown» группы Switchblade Symphony вошла в фильмы Wicked 1998 года с Джулией Стайлз в главной роли и "Мертвые клоуны" (Dead Clowns) 2004 года.
По последним новостям о коллективе, коллекция их песен вышла отдельным диском в 2001 году и Live DVD выпущен в 2003 году.

## Дискография
- Альбомы и мини-альбомы
  - 1995: «Serpentine Gallery»
  - 1997: «Scrapbook»
  - 1997: «Bread and Jam for Frances»
  - 1999: «The Three Calamities»
  - 2001: «Sinister Nostalgia»
  - 2003: «Sweet Little Witches» (концертный)
  - 2005: «Serpentine Gallery Deluxe»
- Синглы
  - 1996: «Clown»
  - 1997: «Drool»
- Прочие
  - 1991: «Fable» (демозапись)
  - 1992: «Elegy» (демозапись)
  - 1998: «Girlscout» (сингл, записан с Jack Off Jill[англ.])
- Сборники
  - 1990: «From The Machine», песня «Mine Eyes» (на Index Records)
  - 1995: «Gothic Rock Volume 2: 80's into 90's»[англ.]
  - 1995: Gothik (переиздана в 1996)
  - 1996: «Wired Injections»
  - 2006: «Gothic Divas Presents: Switchblade Symphony, Tre Lux, and New Skin» (на Cleopatra Records)
  - «Psycho Tina's Hell House Of Horrors», песня «Witches (Live)» (на Cleopatra Records)
  - 2010: «The Devil's Songbook», песня «Wicked»
  - «Virgin Voices 2, A Tribute to Madonna», песня «Lucky Star»[3]